# 티들리위키
티들리위키(TiddlyWiki)는 HTML과 자바스크립트로 이루어진 위키 엔진이다. 데스크톱에서 별도의 설치 없이 사용이 가능하다. Plugin을 통한 확장이 가능하며 이를 통해 다양한 기능을 구현할 수 있다.

## 같이 보기
- 위키 소프트웨어 목록
- 제너두 프로젝트